# Geogale aurita
Genre
Espèce
Répartition géographique
Statut de conservation UICN

 LC  : Préoccupation mineure
Le Géogale (Geogale aurita) est une espèce de Tenrecidae de Madagascar. C'est la seule espèce connue du genre Geogale et de la sous-famille des Geogalinae.
Cette espèce se rencontre dans les forêts sèches de l'ouest. Elle possède une longue queue et de grandes oreilles qu'elle utilise pour localiser le son des termites qui constituent la base de son alimentation. Au repos elles sont repliées en arrière le long du corps.
Les géogales sont difficiles à observer dans la nature et leur comportement est assez mal connu.

### GenreGeogale
- (en) Mammal Species of the World (3e  éd., 2005) :  Geogale
- (en) Catalogue of Life : Geogale Milne-Edwards & A. Grandidier, 1872 (consulté le 11 décembre 2020)
- (fr + en) ITIS : Geogale  Milne-Edwards and A. Grandidier, 1872
- (en) Animal Diversity Web : Geogale
- (en) NCBI : Geogale (taxons inclus)

### EspèceGeogale aurita
- (en) Mammal Species of the World (3e  éd., 2005) :  Geogale aurita
- (en) Tree of Life Web Project : Geogale aurita
- (en) Catalogue of Life : Geogale aurita Milne-Edwards & A. Grandidier, 1872 (consulté le 16 décembre 2020)
- (fr + en) ITIS : Geogale aurita  Milne-Edwards and A. Grandidier, 1872
- (en) Animal Diversity Web : Geogale aurita
- (en) NCBI : Geogale aurita (taxons inclus)
- (en) UICN : espèce Geogale aurita Milne-Edwards & Grandidier, 1872 (consulté le 20 mai 2015)